# Stimmlippenknötchen
Als Stimmlippenknötchen oder Stimmbandknötchen, oft auch Sänger- oder Schreiknötchen genannt,  bezeichnet man mehr oder weniger symmetrische Erhebungen am Rand der Stimmlippen, ähnlich der Hornhaut auf der Haut. Diese führen zu einer Störung des Schwingungsablaufes der Stimmlippenschleimhaut und einer Störung des Stimmlippenschlusses. Stimmlippenknötchen entstehen bei dauerhafter Überlastung der Stimme oder durch unphysiologische Stimmtechnik (hyperfunktionelle Dysphonie).

## Ursachen
Wie der volkstümliche Name Schreiknötchen schon andeutet, führt eine Überlastung des Stimmapparates zu einer möglicherweise dauerhaften Veränderung am Stimmlippenrand. Typischerweise treten die Knötchen am Übergang vom vorderen zum mittleren Stimmlippendrittel auf. Es wird vermutet, dass es an dieser Stelle zu einer Schwingungsknotenbildung der Amplituden, die über die Stimmlippenmucosa laufen, kommt und dadurch an dieser Prädilektionsstelle eine vermehrte Belastung auftritt. Nach nur kurzfristiger Stimmüberlastung sieht man im laryngoskopischen Bild ein leichtes Ödem der Schleimhaut, welches sich nach Stimmschonung wieder zurückbildet. Bei unveränderter Belastung nimmt das Ödem zu, bei stroboskopischer Analyse sind jedoch noch Amplituden und Randkantenverschiebungen erkennbar, an der betroffenen Stelle jedoch vermindert (s. a. Myoelastisch-aerodynamischer Prozess). Dieser Zustand wird im Initialbefund als Phonationsverdickung, bei stärkerer Ausprägung als weiches Knötchen bezeichnet. Mit zunehmender Zeit und Belastung schreitet der bindegewebige Umbau fort, das harte Knötchen entsteht. In der stroboskopischen Analyse sind dann die Amplituden dort aufgehoben.
Bei größer ausgeprägten Knötchen entsteht das Bild der sogenannten Sanduhrglottis, da es nur im Bereich der Knötchen zum Kontakt der Stimmlippen kommt, im vorderen und hinteren Drittel jedoch ein Spalt verbleibt.

## Therapie
Das Ödem bildet sich unter Stimmschonung meist spontan zurück. Bei weichen Knötchen ist eine Stimmtherapie zum Erlernen des physiologischen Stimmeinsatzes mit eutoner Stimmgebung (d. h. mit normaler Muskelspannung) Therapie der ersten Wahl.
Harte Knötchen bilden sich wegen des bindegewebigen Umbaus nicht durch eine Stimmtherapie zurück, sie müssen phonochirurgisch (operativ) entfernt werden. Sinnvoll ist eine Sandwichtherapie, d. h. vor der Operation eine kurze Stimmtherapie zum Erlernen einiger Grundsätze, dann postoperativ weiterer Aufbau des physiologischen Stimmgebrauchs.
Bei Kindern (Schreiknötchen) ist eine Stimmtherapie wegen mangelnder Mitwirkung (altersabhängig) problematisch, eine pädagogische Beeinflussung zum Vermeiden des Schreiens erfolgreicher. Sehr häufig kommt es im Rahmen der Mutation zu einer Rückbildung der Knötchen.